# Zonitoschema japonica
Zonitoschema japonica es una especie de coleóptero de la familia Meloidae.
La especie fue descrita científicamente por Maurice Pic en 1910.